# Kaburagia
Kaburagia är ett släkte av insekter. Kaburagia ingår i familjen långrörsbladlöss.
Kladogram enligt Catalogue of Life:
| Kaburagia | \| \| Kaburagia ailanthi \| \| \| \| \| \| Kaburagia ensigallis \| \| \| \| \| \| Kaburagia ovatirhusicola \| \| \| \| \| \| Kaburagia rhusicola \| \| \| \| |
|           | \| \| Kaburagia ailanthi \| \| \| \| \| \| Kaburagia ensigallis \| \| \| \| \| \| Kaburagia ovatirhusicola \| \| \| \| \| \| Kaburagia rhusicola \| \| \| \| |
|           | Kaburagia ailanthi |
|           | |
|           | Kaburagia ensigallis |
|           | |
|           | Kaburagia ovatirhusicola |
|           | |
|           | Kaburagia rhusicola |
|           | |